# Pachnobia gelida
Pachnobia gelida is een vlinder uit de familie van de uilen (Noctuidae). De wetenschappelijke naam van de soort is voor het eerst geldig gepubliceerd in 1883 door Sparre-Schneider.